# Sofian Klouchi
Pas d'image ? Cliquez ici

a Compétitions nationales et continentales officielles uniquement.

Dernière mise à jour le 20 juin 2020.
Sofian Klouchi, né le 6 mai 1989, est un joueur algérien de rugby à XV qui évolue au poste d'ailier au sein de l'effectif du SO Chambéry.

## Palmarès
- Vainqueur du Championnat de France - Federale 1 en 2016

- Finaliste du Championnat de France - Federale 1 en 2017